# Antonio Pompa-Baldi
Antonio Pompa-Baldi (* 1. Dezember 1974 in Foggia) ist ein italienischer Pianist.

## Leben
Pompa-Baldi gewann 1999 den Internationalen Klavierwettbewerb von Cleveland. Er war Erster Preisträger des Marguerite Long-Jacques Thibaud-Wettbewerbs 1998 in Paris und gewann eine Silbermedaille bei der Van Cliburn International Piano Competition 2001. Sein Debüt 2017 beim Festival „Raritäten der Klaviermusik“ in Husum wurde vom Regionalsender Radio Bremen als pianistische Sensation gefeiert.
Mit einem Konzertrepertoire, das mehr als 60 Werke umfasst, führt Antonio Pompa-Baldi regelmäßig Zyklen aller Rachmaninow-Klavierkonzerte, der fünf Beethoven-Klavierkonzerte, beider Brahms-Konzerte und vieler anderer bekannter Meisterwerke der Klavierliteratur auf, wobei er sich auch für vernachlässigtes oder weniger bekanntes Repertoire einsetzt, und zwar mit führenden Orchestern in aller Welt.
Pompa-Baldi trat in bedeutenden Konzertsälen auf, darunter die Carnegie Hall in New York, die Severance Hall in Cleveland, die Sala Verdi in Mailand, die Symphony Hall in Boston, das Grand Theatre in Shanghai und der Salle Pleyel in Paris, um nur einige zu nennen. Er hat mit Dirigenten wie Hans Graf, Krzysztof Urbánski, James Conlon, Miguel Harth-Bedoya, Theodore Kuchar, Benjamin Zander, Louis Lane und Keith Lockhart zusammengearbeitet. Er konzertierte mit Ensembles und Kollegen wie dem Takacs String Quartet, der Trompeterin Alison Balsom, der Cellistin Sharon Robinson, den Geigern Ivan Zenaty und Ilya Kaler sowie den Solisten des Cleveland Orchestra, des Dallas Symphony, des New York Philharmonic und des Juilliard Quartet.
In China hat Pompa-Baldi zahlreiche Tourneen in den Konzertsälen von Peking, Shanghai, Guangzhou und  anderen Großstädten absolviert und ist regelmäßig wiederkehrender Gast bei den Lang Lang Klavierfestivals in Shenzhen und Hangzhou.
Pompa-Baldi hat 35 CDs für verschiedene Labels wie Centaur Records, Harmonia Mundi, Steinway, TwoPianists, Azica und Brilliant Classics aufgenommen. Darunter das gesamte Klavier- und Kammermusikwerk von Edvard Grieg, die Klaviersonaten von Josef Rheinberger und die gesamten Klaviersonaten von Hummel.
Für das Label Steinway nahm Pompa-Baldi Lieder von Francis Poulenc und Edith Piaf in Bearbeitungen für Klavier solo sowie eine CD mit dem Titel Napoli auf, die neue Klavierversionen berühmter neapolitanischer Lieder enthält, die von Roberto Piana bearbeitet wurden.
Zu seinen jüngsten Veröffentlichungen gehören seine Transkription der h-Moll-Violinsonate von Respighi für Klavier solo sowie Suiten von Debussy, Luca Moscardi und Barber für Klavierduo. Dieses letzte Album, das er mit seiner Frau, der Pianistin Emanuela Friscioni, aufgenommen hat, wurde unter dem Titel „Suite Nothings“ beim Label Steinway veröffentlicht.

Er wird als Juror zu internationalen Klavierwettbewerben eingeladen, wie z. B. Cleveland, Hilton Head, E-Competition (Minneapolis), BNDES Rio de Janeiro, Chopin USA (Miami) und Edward Grieg (Bergen), neben vielen anderen. Seit 2005 ist er Präsident der Jury und künstlerischer Berater des Internationalen Klavierwettbewerbs von San Jose.
Pompa-Baldi ist Mitglied der Klavierfakultät des Cleveland Institute of Music, wo er auch Leiter der Klavierabteilung ist. Seine Schüler sind Preisträger wichtiger Wettbewerbe wie Marguerite Long, Hilton Head, Isang Yun und Gina Bachauer. Er gibt Meisterkurse international an Universitäten, Musikschulen und Festivals und ist Ehrenprofessor am Beijing China Conservatory und dem Shenyang Conservatory of Music.